# هانس بک (ورزشکار)
هانس بک (انگلیسی: Hans Beck; ۲۵ آوریل ۱۹۱۱ – ۱۰ آوریل ۱۹۹۶) از برندگان مدال‌های بازی‌های المپیک زمستانی اسکی‌باز پرش اهل نروژ بود.